# Хавьер (герцог Пармский)
Франциск Ксавье Бурбон-Пармский, известен до 1974 года в качестве принца Ксавье Бурбон-Пармского (Франсиско Хавьер Бурбон-Пармский и де Браганса) (25 мая 1889, Камайоре, Италия — 7 мая 1977, Цицерс, Швейцария) — глава Пармских Бурбонов и титулярный герцог Пармы и Пьянченцы (1974—1977), карлистский претендент на королевский трон Испании (1936—1977).

## Детство и юность
Родился 25 мая 1889 года в Вилле Пьяноре, под Виареджо (Италия). Второй сын Роберта Бурбон-Пармского (1848—1907), последнего герцога Пармского (1854—1860), от второго брака с инфантой Марией-Антуанеттой Португальской (1862—1959), дочери короля Португалии Мигеля I.
У Ксавье было одиннадцать родных братьев и сестер, в том числе: Цита Бурбон-Пармская, последняя императрица Австро-Венгрии и супруга Карла I, Феликс, муж великой герцогини Люксембургской Шарлотты. А также двенадцать единокровных братьев и сестер, среди них — Мария-Луиза Бурбон-Пармская, жена царя Болгарии Фердинанда I Саксен-Кобург-Готского.
Ксавье провел детство в Вилла Пьаноре и Шварцау-ам-Штайнфельде в Австрии. Его первым учителем был отец Серхио Алонсо, член ордена Святого Габриэля. Ксавье и его старший брат Сикст учились в школе иезуитов «Stella Matutina» в Фельдкирхе (Австрия), а потом в Карлсбурге (Германия). Ксавье учился в Париже, где получил диплома в области сельского хозяйства и политических наук.
Во время Первой мировой войны Ксавье вместе с Сикстом служили в бельгийской армии. Несколько их единокровных братьев служили в австрийской армии. Ксавье был награждён Военным Крестом Франции и Бельгии. Был также награждён крестом ордена Леопольда II. В 1917 году Ксавье сопровождал своего брата в его миссии (так называемое «Дело Сикста») — секретных переговорах между императором Австро-Венгрии Карлом I и правительством Франции. Дело получило огласку, и переговоры закончились безрезультатно.

## Брак и дети
12 ноября 1927 года в Линьере (Франция) Ксавье Бурбон-Пармский женился на Магдалене (Мадлен) де Бурбон-Бюссе (23 марта 1898 — 1 сентября 1984), дочери Жоржа Бурбон-Бюссе, графа де Линьер, и Марии Жанны де Керрет. Ксавье и Магдалена имели шесть детей:
- Мария Франсиска (род. 19 августа 1928), жена князя Эдварда Лобковица (1926—2010), 4 детей
- Карлос Уго (8 апреля 1930 — 18 августа 2010), титулярный герцог Пармский
- Мария Тереза (28 июля 1933 — 27 марта 2020)[1]
- Сесилия (12 апреля 1935 — 1 сентября 2021)
- Мария де лас Ньевес (род. 29 апреля 1937)
- Сикст-Генрих (род. 22 июля 1940)

Брак Ксавье и Магдалены был признан династическим главой карлистов — Альфонсо Карлосом де Бурбоном, герцогом Сан-Хайме, который был мужем сестры матери Ксавье. Но старший брат Ксавье — Элия, который регентом от имени умственно отсталого брата Энрико (Генриха), не признал этот брак. Дети Ксавье в будущем не могли претендовать на пармский герцогский престол.

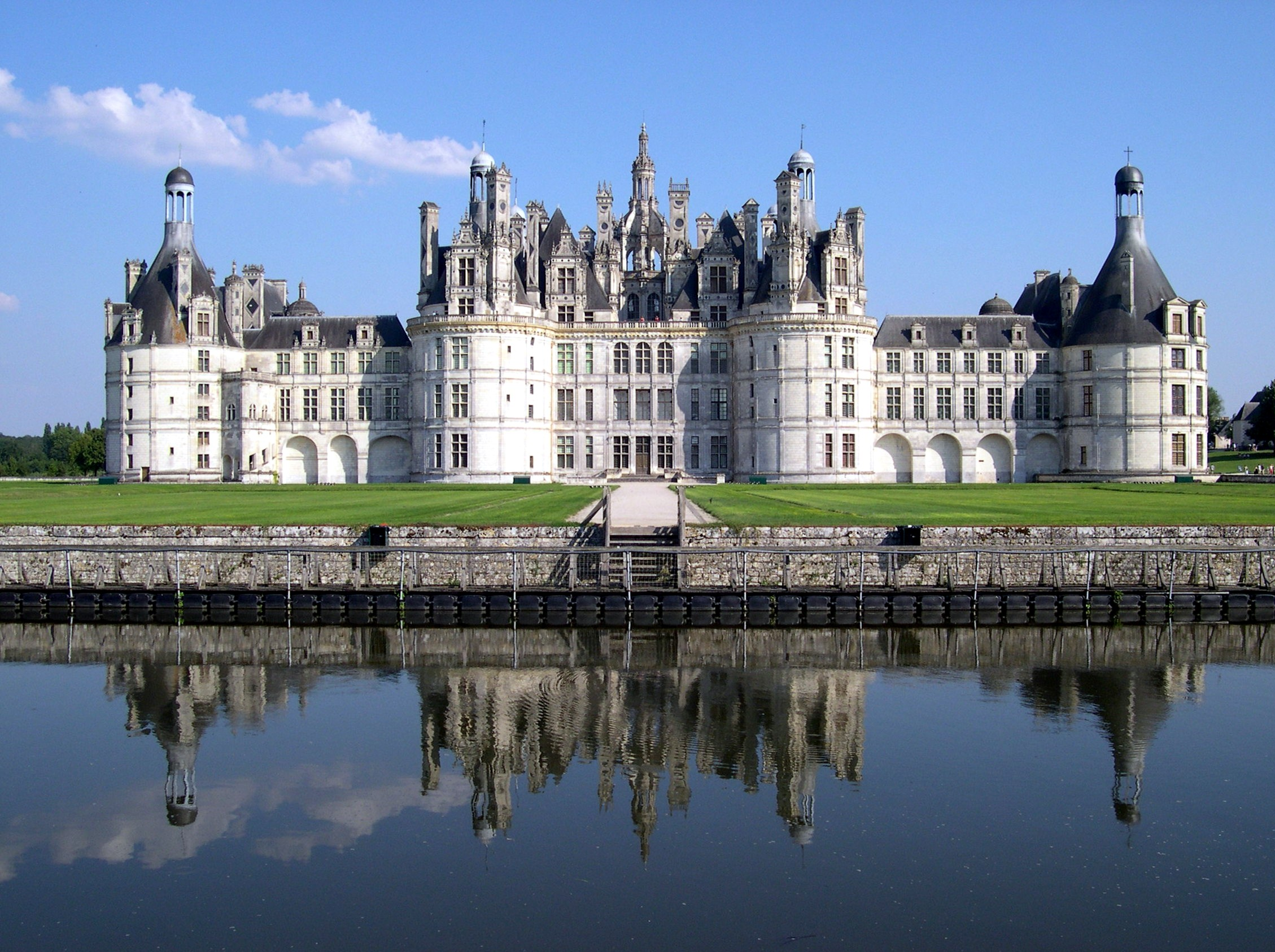
Замок Шамбор во Франции

Причиной было некоролевское происхождение Магдалены и простое давление остальных членов семьи Ксавье. В 1920-х и 1930-х годах герцогская семья разделилась на два лагеря, братья Ксавье и Элия оказались в противоположных лагерях (Ксавье и Сикст требовали части семейного имущества, например, замка Шамбор).
В конце концов Элия признал также Альфонсо XIII законным королём Испании, несмотря на то, что его отец выступал в поддержку карлистов. В 1961 году сын Элии — Роберт II Бурбон-Пармский официально признал брак Ксавье и Магдалены династическим браком. Это позволило в будущем Карлосу Уго, старшему сыну Ксавье, принять титул герцога Пармского.

## Регент карлистов
В начале 1930-х годов в рядах карлистов начались серьёзные споры. Претенденту на испанский трон Альфонсу Карлосу, герцогу Сан-Хайме, было уже за восемьдесят, и у него не было детей. Он был последним мужским потомком линии карлистских претендентов, происходивших от Дона Карлоса, графа Молина. В поисках преемника Альфонса Карлоса карлисты разделились: одни поддерживали изгнанного короля Альфонсо XIII, а другие были убеждены в том, что Альфонс и вся его семья исключаются из претендентов на испанский престол.
Чтобы избежать дальнейшей неопределенности, 23 января 1936 года Альфонс Карлос назначил Ксавье (по-испански Хавьера) Бурбон-Пармского регентом карлистского движения. Альфонс Карлос считал Ксавье старшим во всем роде Испанских Бурбонов, и это соответствовало идеалам карлистов. Несколько месяцев спустя в Испании началась Гражданская война (1936—1939). Ксавье был тогда назначен командующим карлистской армии.

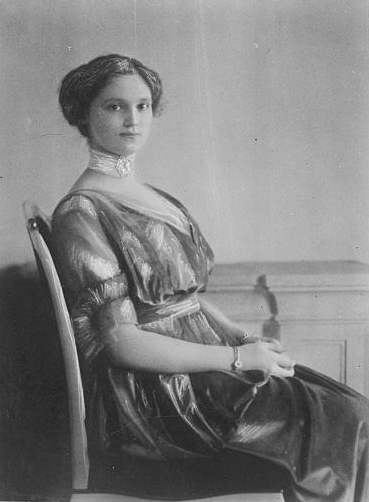
Сестра Ксавье — последняя императрица Австро-Венгрии Цита Бурбон-Пармская

Во время Второй мировой войны Ксавье Бурбон-Пармский служил полковником в четвёртой дивизии бельгийской армии. После завоевания Гитлером Бельгии в мае 1940 года Ксавье отступил к Дюнкерку, где его дивизия была включена в состав французской армии. Затем он был уволен из армии и вступил в ряды французского сопротивления. Генерал Франсиско Франко разрешил матери Ксавье и его сестре Ците проехать через Испанию по пути в Португалию, но отказал в этом Ксавье. Ксавье вынужден был остаться на территории Южной Франции.

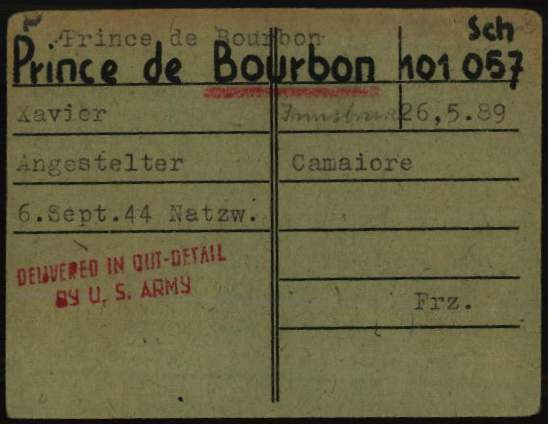
Регистрационная карточка принца Хавьер (герцог Пармский) в качестве заключенного в нацистском концентрационном лагере Дахау

22 июля 1944 года Ксавье был арестован Гестапо. Через месяц его заключили в тюрьму в Виши, а затем перевезли в Клермон-Ферран, где он классифицирован как политический заключенный (Nacht und Nebel). Когда к городу стала подходить армия союзников, он был перевезен в Нацвейлер-Штрутгоф, потом в Дахау и, наконец, в Пракс в Тироле. 8 мая 1945 года Ксавье был освобожден американской армией.
После войны Ксавье сам назначил себя лидером одной из групп карлистов в Испании. Карлисты тогда разделились на три группы, где помимо сторонников Ксавье, были ещё сторонники Хуана, сына Альфонсо XIII, и эрцгерцога Карла Пия Габсбурга (сына дочери претендента Карлоса, герцога Мадридского).

## Король карлистов
20 мая 1952 года карлисты, сторонники Ксавье (Хавьера), официально объявили конец его регентства и начало «правления» Ксавье в качестве короля Испании. Ксавье стал ещё одним карлистским кандидатом на испанский трон под именем Хавьера I. Ксавье остался политически активным — находился в оппозиции к генералу Ф. Франко, который поддерживал кандидатуру Хуана де Бурбона, сына Альфонсо XIII и даже эрцгерцога Карла Пия Габсбурга. В 1956 году испанские власти изгнали Ксавье из страны.
В 1962 году Ксавье разрешил своему старшему сыну — Карлосу Уго встретиться с генералом Франко (это была первая из их нескольких встреч). Ксавье и Карлос Уго верили, что существует реальный шанс, что Франко назначит наследником испанского престола Карлоса Уго, а не Хуана Карлоса Бурбона, внука Альфонсо XIII. Многие карлисты осудили эти переговоры с Франко.
22 февраля 1972 года Ксавье был ранен в автокатастрофе. Карлос Уго был тогда чрезвычайно активным лидером карлистов. Он инициировал создание новой разновидности карлизма, превратив его в социалистическое движение. Он приобрел новых сторонников (и спонсоров) для социалистического карлизма, но лишился поддержки большинства старых карлистов.
В ноябре 1974 года после смерти своего бездетного племянника Роберта II (1909—1974), титулярного герцога Пармского (1959—1974), второго сына и преемника Элии, Ксавье унаследовал титулы герцога Пармского и короля Этрурии (1974—1977).

## Отречение и смерть

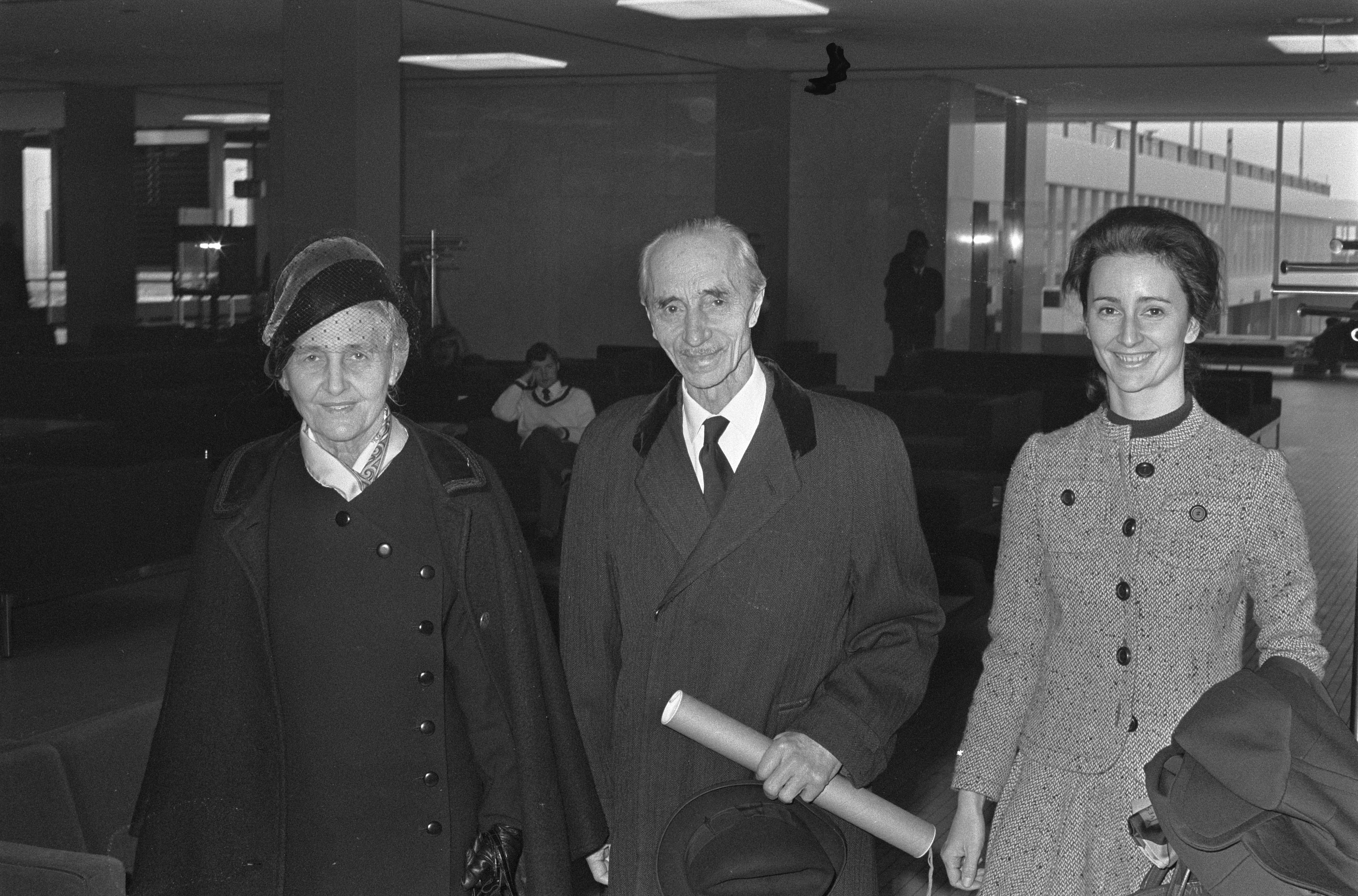
Принцесса Мадлен, принц Хавьер и их дочь Мария де лас Ньевес

20 апреля 1975 года Ксавье отрекся от престола в пользу своего старшего сына Карлоса-Уго. Его младший сын Генрих Сикст выступил против решения отца и сам объявил себя королём карлистов вместо старшего брата. Ксавье издал манифест, где заявил, что его отречение было добровольным, а Сикст Генрих своим заявлением отделился от традиционных карлистов.
Борьба между сыновьями Ксавье продолжалась и дальше. Каждый из них уверял, что это его поддерживает их отец. На самом деле Карлоса-Уго поддерживали его три незамужние сестры, а Сикста Генриха — его мать. Карлос-Уго обвинил Сикста, что он похитил их отца, который в то время находился в больнице. Сикст-Генрих опубликовал декларацию Ксавье, датированную 4 марта 1977 года, в которой Ксавье подтвердил свою поддержку традиционному карлизму и осудил новый социалистический карлизм.
7 марта 1977 года дочь Ксавье — Сесилия забрала своего отца из больницы, чтобы взять его на мессу. Пользуясь случаем, Ксавье подписал ещё одно заявление, которое опубликовал Карлос-Уго, где подтвердил, что именно старший сын Карлос-Уго является его преемником. В ответ на следующий день жена Ксавье — Магдалена опубликовала декларацию, в которой осуждала своих детей Карла-Уго и Сесилию.
7 мая 1977 года Ксавье скончался от сердечного приступа в больнице Цицерса, в окрестностях Кура, в Швейцарии. Это случилось в тот момент, когда Ксавье навещал свою сестру — императрицу Циту. Он был похоронен в аббатстве Святого Петра в Солеме, где монахинями были три его сестры.